# Vokesinotus
Vokesinotus is een geslacht van weekdieren uit de klasse van de Gastropoda (slakken).

## Soorten
- Vokesinotus lepidotus (Dall, 1890) †
- Vokesinotus perrugatus (Conrad, 1846)